# Macrolepiota excoriata
Macrolepiota excoriata je гљива из фамилије Agaricacae.

## Опис
Гљива беле или крем боје. Може достићи величину до 15 центиметара. Шешир је заобљен, тамнији на средини и пречника од 6 до 10 центиметара. Дршка је глатка, танка, цилиндрична, са прстеном беле боје. У доњем делу је проширена. Споре су елипсоидне и прозирне док је отисак спора бео, крем боје или чак жут. Месо је беле боје и на пресеку не мења боју. Ова врста јако је слична врсти Macrolepiota procera.

## Распрострањеност
Расте на земљи, ливадама, пропланцима шума и поред путева. Има је широм Европе и Северне Америке. Може се наћи од средине лета до касне јесени.

## Употреба
Огуљена сунчаница спада у јестиве гљиве. Месо је бело, не мења своју боју на пресеку, а најбоље је за припрему док је свеже. Мирише на лешнике а укус је благ и пријатан. Један од проблема са овом гљивом је присуство отровних врста које су јој врло сличне.